# Ẽfini MS-6
Ẽfini MS-6是1990年代由日本馬自達汽車公司製造、冠上Ẽfini副品牌的中型五門斜背車。因為當時日本泡沫經濟時期景氣大好，馬自達公司採多品牌策略，以同樣的汽車平台一口氣推出六款車（見底下「參見」之詳述，若加上福特的雙生車款福特Telstar和福特Probe則共有八款車），但是後來銷售成績證明這種策略是錯誤的。
該款車的車名MS-6，MS取自Megalo Spirits的兩個首字母，6則為馬自達命名車種的方式，原則上數字越大表示越高階或車身越大的車款。
雖然這部車與馬自達Cronos是兄弟車，但自B柱以後的外觀設計便不同，斜背式的車尾還設計了一道拱形尾翼。雖然這樣的設計在歐洲市場獲得好評，但銷售成績卻與之成反比。

## 歷史
1991年3月開始上市銷售，初期搭載了1.8L V型六缸K8-ZE型、2.0L V型六缸KF-ZE型兩種引擎。翌年3月進行小改款，追加了黏性耦合限滑差速器（viscous limited slip differential）、搭載2.0L直列四缸FS-DE型引擎的四輪驅動車型。1993年又增加了配備「PWS壓力波增壓裝置」（pressure wave supercharger）的2.0L直列四缸RF型柴油引擎。
這款車在日本僅銷售至1994年為止，歐洲地區則遲至1997年才停產。

## 外部連結
- 1991年Ẽfini MS-6上市之電視廣告 （页面存档备份，存于）
- （日語）Gazoo.com名車列傳：1991年 アンフィニ MS-6